# Finska mästerskapet i bandy 1968
Finska mästerskapet i bandy 1968 avgjordes genom en enda serie. Mikkelin Palloilijat vann sin första (och, som det skulle visa sig, enda) titel (eftersom laget lade ner sin bandysektion knappt tio år senare). WP-35:s Seppo Laakkonen blev skyttekung med 22 mål.

## Mästerskapsserien

### Slutställning
| Lag                    | Spelade | Vinster | Oavgjorda | Förluster | Målskillnad | Poäng |
| ---------------------- | ------- | ------- | --------- | --------- | ----------- | ----- |
| Mikkelin Palloilijat   | 9       | 7       | 0         | 2         | 32–22       | 14    |
| Borgå Akilles          | 9       | 5       | 2         | 2         | 32–18       | 12    |
| Warkauden Pallo -35    | 9       | 6       | 0         | 3         | 39–26       | 12    |
| Veitsiluodon Vastus    | 9       | 5       | 1         | 3         | 27–15       | 11    |
| OLS                    | 9       | 4       | 1         | 4         | 27–28       | 9     |
| IFK Helsingfors        | 9       | 4       | 1         | 4         | 25–33       | 9     |
| OPS                    | 9       | 3       | 2         | 4         | 28–28       | 8     |
| Lappeenrannan Pallo    | 9       | 3       | 2         | 4         | 28–33       | 8     |
| Oulun Tarmo            | 9       | 0       | 4         | 5         | 16–35       | 4     |
| Käpylän Urheilu-Veikot | 9       | 1       | 1         | 7         | 21–36       | 3     |

Tarmo och KUV åkte ur serien.

## Finska mästarna
MP: Eero Tuomola, Kari Mutanen, Rainer Jungman, Raimo Rahikainen, Kari Kekkonen, Raimo Marttinen, Jukka Rönkä, Matti Vanhanen, Pentti Toivola, Antero Nikkanen, Antti Rusanen, Kyösti Vilhunen, Raimo Reiskanen, Kauko Värri.

## Kval
Finlandsseriens fyra gruppvinnare möttes i en enkelserie
| Lag                     | Spelade | Vinster | Oavgjorda | Förluster | Målskillnad | Poäng | V-67 | PaSa | PatV | PK-35 |
| ----------------------- | ------- | ------- | --------- | --------- | ----------- | ----- | ---- | ---- | ---- | ----- |
| Vaasa-67                | 3       | 3       | 0         | 0         | 8-5         | 6     |      | 5–0  | 2–0  | 7–1   |
| Imatran Pallo-Salamat   | 3       | 1       | 1         | 1         | 11-10       | 3     | -    |      | 3–3  | 8–2   |
| Pateniemen Vesa, Oulu   | 3       | 1       | 1         | 1         | 10–10       | 3     | -    | -    |      | 7–5   |
| Pallokerho-35, Helsinki | 3       | 0       | 0         | 3         | 8-22        | 0     | -    | -    | -    |       |

Nykomlingar blev Vaasa -67 och Imatran Pallo-Salamat.

### Fotnoter
1. ↑  finbandy.fi